# Ville Kyrönen
Wilhelm (Ville) Kyrönen (Nilsiä, 14 januari 1891 - New York, 24 mei 1959) was een Finse langeafstandsloper. Hij nam driemaal deel aan de Olympische Spelen en veroverde bij die gelegenheden eenmaal een zilveren medaille.

## Biografie

### Olympisch zilver
Het eerste olympische optreden van Kyrönen vond plaats in 1912 op de Olympische Spelen van 1912 in het Zweedse Stockholm, waar hij deelnam aan de veldloopwedstrijd over 8000 m. In het individuele klassement eindigde hij als zevende, maar in het klassement voor landenteams legden de Finnen, van wie vooral Hannes Kolehmainen (eerste), Jalmari Eskola (vierde) en Albin Stenroos (zesde) de punten verzamelden,  beslag op de tweede plaats. Naast Kyrönen behoorden ook nog Franz Johansson en Väinö Heikkilä tot de Finse vertegenwoordiging. Het met een tweede, derde en vijfde plaats iets homogenere Zweedse team zegevierde in eigen huis.

### Eerste Europeaan
In de jaren na de Spelen van Stockholm verbleef Ville Kyrönen in de Verenigde Staten, waar hij op de baan, op de weg en in het veld actief was en in al deze disciplines een Amerikaanse titel veroverde. Zijn Finse naam werd in die tijd in Amerika verbasterd tot Willie Kyronen.
In 1916 nam Kyrönen voor de tweede keer deel aan de marathon van Boston. Was hij twee jaar eerder, bij zijn debuut in deze wedstrijd, als zesde aangekomen in 2:34.38,4, deze keer eindigde hij in 2:27.27 als tweede. Met deze prestatie was de Fin de allereerste Europeaan die in Boston in de top-drie eindigde. De voorgaande negentien edities waren het uitsluitend Amerikanen en in mindere mate Canadezen geweest die er de dienst hadden uitgemaakt. Volledigheidshalve dient hierbij te worden opgemerkt, dat het parcours in Boston (tussen de 37 en 38,8 km) korter was dan wat sinds de Olympische Spelen van 1908 de gangbare maat voor een marathon (42 km en 195 m) was geworden en nadien als standaardmaat werd vastgesteld.

### Spelen gemist
In 1920 nam Kyrönen in juni deel aan een marathon in New York. Voor de Amerikanen gold deze wedstrijd als olympische kwalificatierace, terwijl de in de Verenigde Staten verblijvende Finnen Hannes Kolhemainen, Juho Tuomikoski en Ville Kyrönen de gelegenheid aangrepen om er hun eigen olympische kwalificatie van te maken. Hoewel hij er als zesde en als derde Fin finishte kwam Kyrönen, in tegenstelling tot de andere twee Finnen, om onbekende redenen in Antwerpen niet aan de start.

### Uitgestapt...
In 1922 was Kyrönen opnieuw present in Boston en weer slaagde hij erin om bij de eerste vijf te eindigen. Met zijn tijd van 2:24.42 was hij er sneller dan ooit, al was het parcours nog steeds te kort volgens de huidige marathonmaatstaven.
Terug in eigen land liet Kyrönen in september 1923 op een marathon in Helsinki een eindtijd van 2:43.16,8 noteren, dat jaar de op-een-na snelste tijd in de wereld. Het zal hoogstwaarschijnlijk hebben geleid tot directe kwalificatie voor de Olympische Spelen in 1924  in Parijs. In de Franse hoofdstad kon de Fin op het zware parcours (een gedeelte was geplaveid met  ronde keien, terwijl de lopers ook veel last ondervonden van opdwarrelend en laaghangend stof, veroorzaakt door de volgauto’s) echter zijn draai niet vinden en behoorde hij van de 58 gestarte deelnemers tot de 28 uitvallers. Hij was overigens in goed gezelschap; ook zijn illustere landgenoot Hannes Kolehmainen hield het in Parijs niet vol.
Dat het met zijn vorm wel degelijk goed zat, bewees hij enkele maanden later door, terug in eigen land, in Viipuri een marathon te winnen in 2:43.29,1, waarmee hij zich prompt weer op de zevende plaats van de wereldranglijst nestelde.

### ... en opnieuw uitgestapt
In de jaren die volgden kwam Ville Kyrönen nooit meer aan de tijden die hij tussen 1916 en 1924 had gelopen, al bleef hij het nog lang volhouden. Tot en met 1933 verscheen hij regelmatig aan de start van de marathon van Boston, waar hij nog verschillende malen bij de eerste drie zou eindigen. Zijn laatste poging om olympische roem te vergaren door deel te nemen aan de marathon op de Olympische Spelen van 1932 in Los Angeles leidde echter op niets uit; weer moest hij, net als acht jaar eerder, voortijdig opgeven.
Met een laatste optreden in Boston in 1933, waar hij als vijfde eindigde de lange loopcarrière van Ville Kyrönen.

## Titels
- Amerikaans kampioen 5 Eng. mijl – 1914
- Amerikaans kampioen 10 Eng. mijl (weg) - 1917
- Amerikaans kampioen veldlopen - 1916

## Persoonlijk record
| Onderdeel | Prestatie | Datum             | Plaats   |
| --------- | --------- | ----------------- | -------- |
| marathon  | 2:43.16,8 | 16 september 1923 | Helsinki |

## Palmares

### 5 Eng. mijl
- 1914:  Amerikaanse kamp. – 25.52,2

### 10 Eng. mijl
- 1917:  Amerikaanse kamp. – 53.41.0

### marathon
- 1914: 6e marathon van Boston – 2:34.38,4 (te kort parcours)
- 1916:  marathon van Boston – 2:27.27 (te kort parcours)
- 1916:  marathon van Brockton - 2:37.17,2
- 1916:  marathon van Yonkers - 2:51.58,4
- 1917:  marathon van Brockton – 2:25.35,2 (parcours 39 km)
- 1920:  marathon van Detroit - 2:38.07
- 1920: 6e marathon van New York – 2:56.25,4
- 1921: 7e marathon van Boston – 2:32.36 (te kort parcours)
- 1922: 5e marathon van Boston – 2:24.42 (te kort parcours)
- 1923:  marathon in Helsinki – 2:43.16,8
- 1924:  marathon van Hyvinkää - 2:38.00
- 1924: DNF OS
- 1924:  marathon in Viipuri – 2:43.29,1
- 1925: 6e marathon van Boston – 2:40.36 (te kort parcours)
- 1928: 17e marathon van Long Beach - 2:58.37
- 1929:  marathon van Boston – 2:35.44 (te kort parcours)
- 1930:  marathon van Boston – 2:36.27 (te kort parcours)
- 1932:  marathon van Boston – 2:34.55 (te kort parcours)
- 1932: DNF OS
- 1933: 5e marathon van Boston – 2:39.50 (te kort parcours)

### veldlopen
- 1912: 7e OS (8000 m) – 47.32,0
- 1912:  OS Landenteams – 11 p
- 1916:  Amerikaanse kamp.